# Coffee Break: Señal y Ruido
Coffe Break: Señal y Ruido es un pódcast de divulgación científica hecho por científicos que revisan, con periodicidad semanal, la actualidad de la ciencia a través de una tertulia en tono distendido.
Este pódcast nació en 2015 por iniciativa de Héctor Socas-Navarro, director del Museo de la Ciencia y el Cosmos de Tenerife entre 2019 y 2023, director de la Fundación Telescopio Solar Europeo desde 2024 e investigador del Instituto de Astrofísica de Canarias. Este instituto apoyó el proyecto y produjo los episodios hasta 2022.  
Además del formato pódcast publicado en varias plataformas de internet, cada episodio se emite también, parcialmente, en varias emisoras de radio de España y Argentina.
El título Señal y Ruido hace referencia a la cuestión habitual en ciencias experimentales y en ingeniería de distinguir la señal, producida por el fenómeno que se quiere medir, del ruido, es decir, de las perturbaciones que el sistema de medición también registra pero que son debidas a otras causas. Desde 2017 este pódcast dedica un episodio al año a una entrega simbólica y humorística de premios a los trabajos científicos comentados el año anterior, para elogiar aquellos que considera que han sido positivos para la ciencia (premio Señal) y reprobar aquellos que han sido negativos (premio Ruido). 
Además del nutrido grupo de científicos y divulgadores científicos que participan en este pódcast con mayor o menor asiduidad, como por ejemplo Alberto Aparici, Francis Villatoro o José Edelstein, también han participado o han sido entrevistados personajes notorios como Alan Stern, Tabetha S. Boyajian, Ignacio Cirac, Juan Martín Maldacena y los premios Nobel Gerardus 't Hooft y Adam Riess.
También ha participado en alguna ocasión el humorista Juan Carlos Ortega, autor además de la colección de entradillas humorísticas que suelen abrir los episodios de este pódcast desde mayo de 2016.
Coffee Break: Señal y Ruido llamó la atención desde sus inicios por emplear un formato inusual en programas de ciencia, y ha aparecido en varias listas de pódcast en español destacados. El programa recibió el premio del público de ASESPOD al mejor podcast en 2022 y en 2023, así como el premio iVoox de 2022 y de 2023 en la categoría de ciencia. El Gobierno de Canarias lo incluyó en su lista de recursos educativos digitales para la etapa de bachillerato.